# Alphabet permien
L'alphabet permien ou abour (ou encore, anbour, ou zyriène) est un système d'écriture, qui a été utilisé par les Komis (Zyrianes et Permiaks), Russes et quelques autres peuples du nord-est de la Russie d'Europe du XIVe siècle au XVIIe siècle. Il a été créé par un prédicateur évangélisateur des Komis, Étienne de Perm, en 1372 , dans la région du bassin de la rivière Vym , affluent de la Vytchegda. Il s'est basé, pour le créer, sur l'alphabet cyrillique, l'alphabet grec et les symboles de l'alphabet runique de Permie.
Cet alphabet permien créé par Étienne de Perm est appelé également par les deux premières lettres an et bour. Il est parfois utilisé comme alphabet secret par les Russes en cryptographie. Au XVIIe siècle, il a été remplacé par le cyrillique.
Le 26 avril qui est le jour de la fête d'Étienne de Perm est aussi celui de la Journée de l'écriture permienne .
En 2021, de nouveaux textes en abour ont été publiés par Vadim Ponarayadov et Aleksandr Grichtchenko.

## Présentation
Cet alphabet comprend 38 lettres. Il n'y a pas de distinction entre majuscules et minuscules. L'écriture se fait de gauche à droite, les lignes se suivent du haut vers le bas. Certains signes diacritiques sont utilisés. Les signes sont relativement proches les uns des autres, d'un type souvent de la forme d'un angle aigu, placé dans différentes positions.
Il subsiste plusieurs textes anciens utilisant cet alphabet : des copies de l'alphabet (plus de 10), le texte sous l'icône de la Sainte Trinité Zyrianskaïa, celui sous l'icône de la Descente aux enfers (2e moitié du XVe siècle).
Ibn Fadlân, envoyé par le calife Al-Muqtadir chez les Bulgares, signale au début du Xe siècle, que le souverain bulgare Almouch a échangé une correspondance avec le peuple du Haut-Prikama (le peuple Visou près de la rivière Kama). On ne connaît pas le sujet exact de la correspondance mais par contre elle était rédigée en lettres de l'alphabet runique.
Les écrits en abour sont parmi les plus anciens parmi les langues finno-ougriennes. Seuls le hongrois et le carélien possèdent des textes plus anciens.
Ivan Kouratov, un poète komi, et une des pionniers de la littérature komie du XIXe siècle en général, a écrit ses premiers poèmes en utilisant l'alphabet abour. Il existe des variantes tardives de cette écriture.

Oustsysolsko-Karamzinski
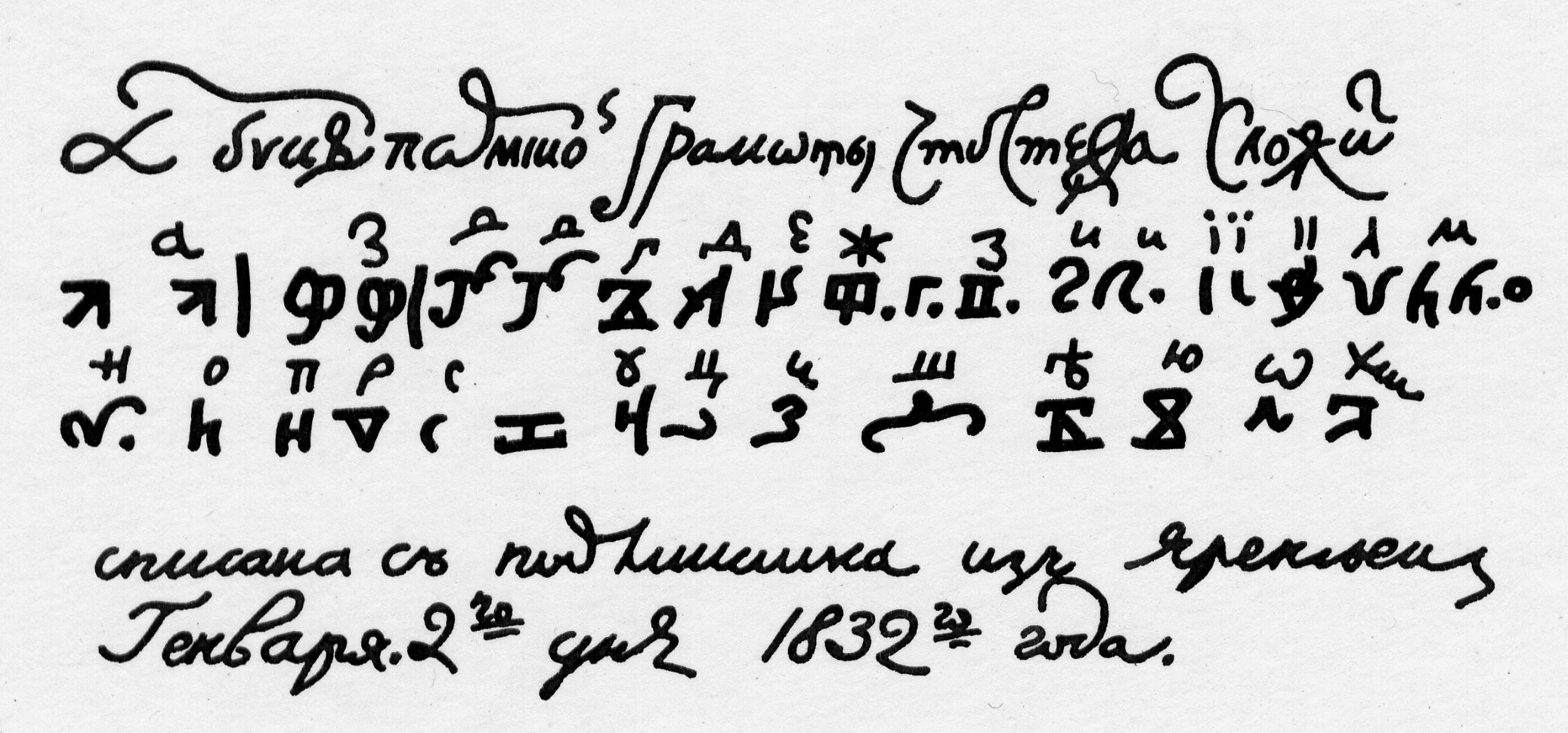
Iarenski
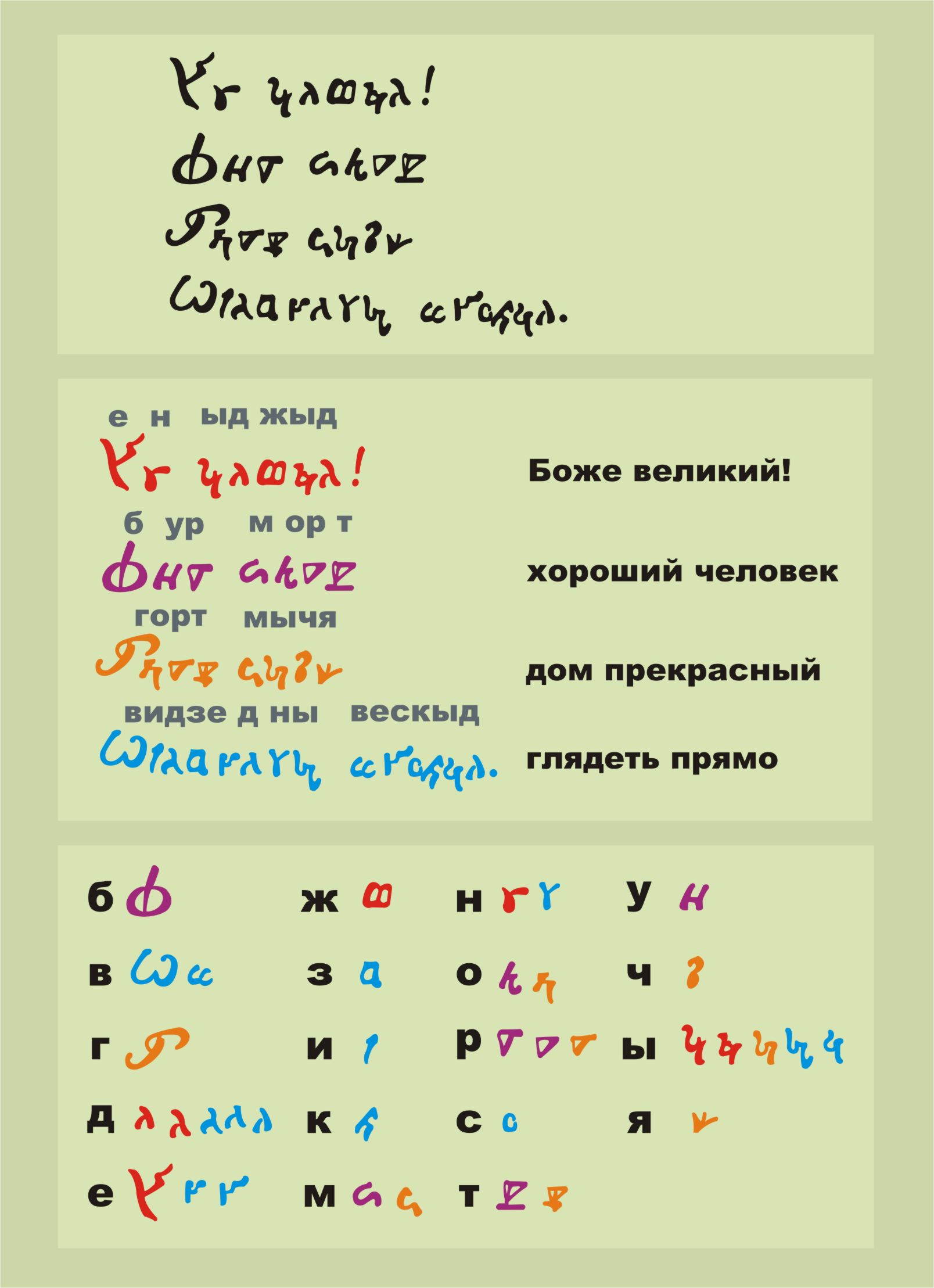
Oustsysolsko-Karamzinski
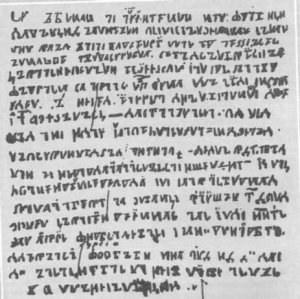
Document rédigé en abour
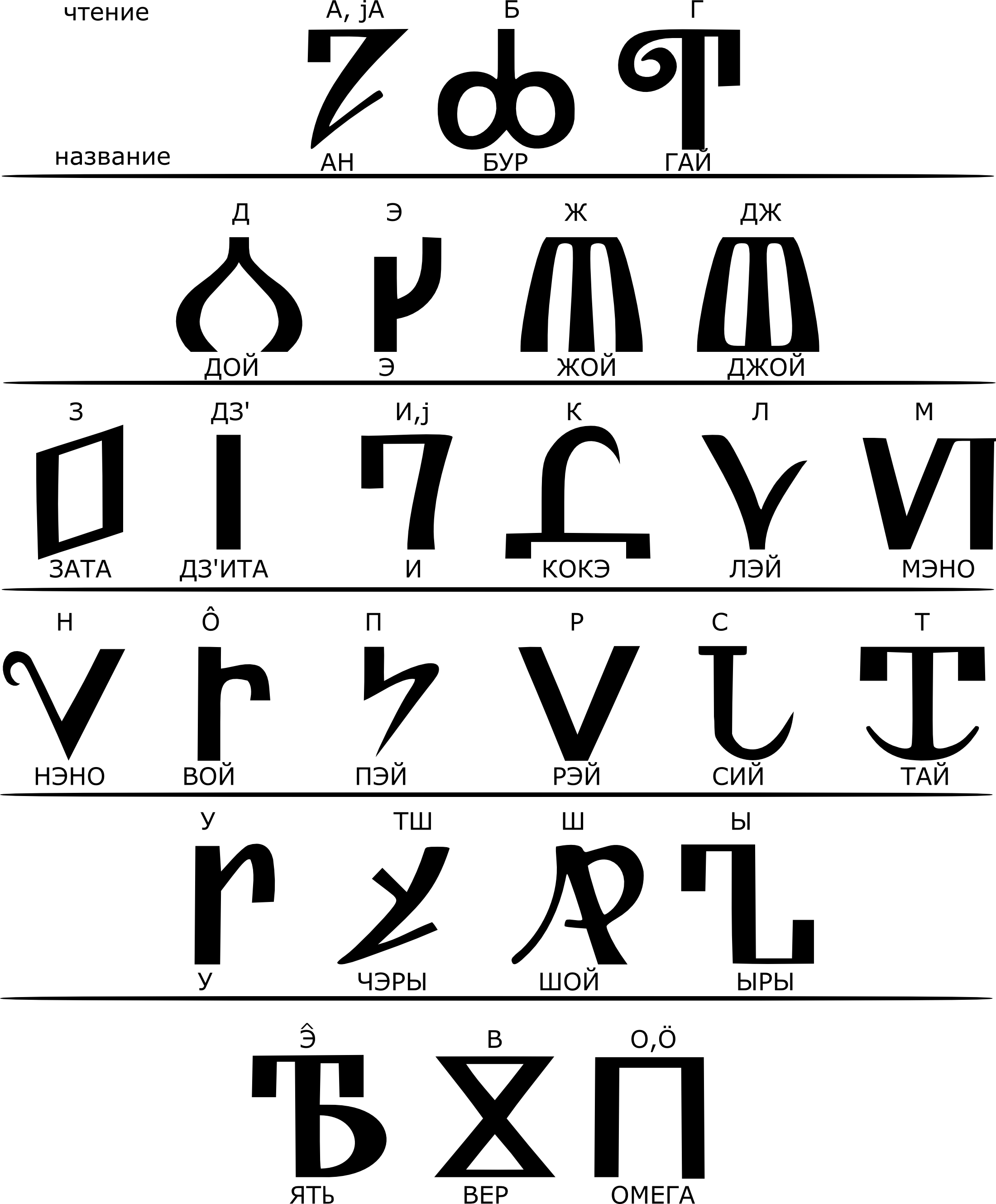
Abour
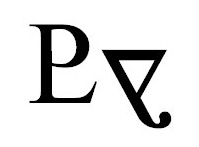
Lettres de style moderne pour écrire Reï en Times New Roman.

## Cryptographie
Déjà au XVe siècle, il existait un écrit peu connu qui a été utilisé en cryptographie. Mais son utilisation est fort limitée et se limite à cette époque et au début du XVIe siècle et seulement dans la Grande-principauté de Moscou et la région de Novgorod.
Comme bon exemple d'application de l'alphabet permien on trouve les Chroniques de Georges le Moine traduites du grec. Parfois sur des feuillets séparés du corps du texte, ou encore en marge sous forme de remarques du lecteur ou du scribe.
Une variante de lettres en ancien permien apparaît dans un manuscrit du XVIe siècle appelé à tort « Cosmas Indicopleustès ». Dans ce texte les mots sont écrits en ancien alphabet permien. Le scribe a repris tel ou tel autre glyphe avec des fautes (il est probable qu'il ne connaisse pas ou mal cet alphabet).

## Liens externes

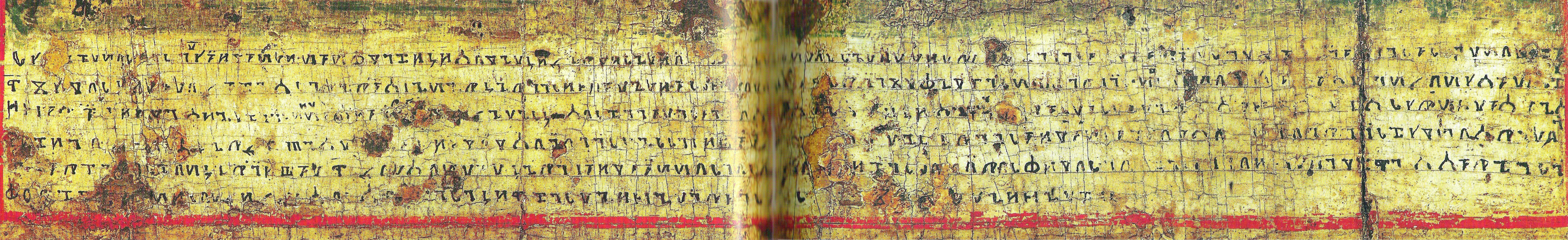
Écrits anciens en Komi-zyriène, utilisant l'ancien permien sur l'icône de la Sainte Trinité Zyrianskaïa (1379—1400 г., Musée-réserve de l'État d'art et d'architecture de Vologda,

## Utilisation sur Windows
Les glyphes pour Windows.